# Richard Attipoe
Richard Olivier Attipoé auch Richard Kueku Attipoe (* 20. April 1957; † 3. Juni 2007 in Freetown, Sierra Leone) war ein togoischer Politiker und Minister für Sport.
Attipoe starb im Alter von 50 Jahren bei einem Hubschrauberabsturz der Paramount Airlines auf dem Freetown International Airport, bei dem insgesamt 22 Personen ums Leben kamen. Attipoe war Teil der togoischen Delegation, die das Qualifikationsspiel zum Afrika-Cup zwischen Sierra Leone und Togo in Freetown besuchte.